# Bryaxis nigripennis
Bryaxis nigripennis är en skalbaggsart som först beskrevs av Aubé 1844.  Bryaxis nigripennis ingår i släktet Bryaxis, och familjen kortvingar. Arten har ej påträffats i Sverige.